# Омская железная дорога
Омская железная дорога (ОмЖД) — железная дорога в Российской империи и СССР, пролегавшая по территории Омской, Новосибирской, Северо-Казахстанской, Павлодарской, Тюменской и Курганской областей и Алтайского края. Организована повторно в 1933 году.

## История
Первоначально Омская железная дорога образована в 1913 году согласно указу Императора Николая II от 22 мая 1912 года путём переименования после постройки Тюмень-Омской железной дороги (строилась с конца 1909 года) с присоединением к нему ветки Тюмень — Екатеринбург Пермской железной дороги. 
Согласно исполнения решения Совета министров Российской империи от 1910 г., в соответствии с которым Сибирскую железную дорогу надлежало разделить на две: Омскую и Томскую. К Омской железной дороге подлежало включение кроме Тюмень-Омской железной дороги и ветки Тюмень — Екатеринбург, ещё ветки Челябинск — Екатеринбург Пермской железной дороги и западной части Сибирской железной дороги от Челябинска до Оби (по сути, участка входившего ранее в Западно-Сибирскую железную дорогу).
Протяжённость дороги на 1954 год составляла 2050 км, управление дороги располагалось в Омске.
Основными грузами дороги были металл, лес, соль, зерно, продукция сельского хозяйства, торф.
Издавалась газета «Омский железнодорожник».
Участки, входившие в Омскую дорогу, были построены с 1896 по 1945 год: 
- Макушино — Чулымская в 1896 году,
- Вагай — Куломзино в 1912 году,
- Татарская — Славгород в 1917 году,
- Славгород — Кулунда — Павлодар в 1924 году,
- Кокошино — Пенек — Пихтовка (Каргатская лесовозная топливная ветка). Строительство началось в 1922 году, до станции Пенёк достроили в 1929 году, до станции Пихтовка — в 1947 году. Закрыта в 1997 году[6].
- Кулунда — Малиновое озеро в 1945 году[1].

В 1961 году Омская железная дорога была объединена с Томской с образованием Западно-Сибирской железной дороги.